# Ans van der Werf-Terpstra
Anna Maria (Ans) van der Werf-Terpstra (Harlingen, 5 december 1916 – Nunspeet, 25 december 2011) was een Nederlands christendemocratisch politica. Ze was medio jaren 60 van de 20e eeuw korte tijd lid van de Tweede Kamer en was daarna, van 1977 tot 1987 lid van de Eerste Kamer. Tevens was zij, samen met haar echtgenoot, eigenaar van hotel Het Roode Koper in Leuvenum.

## Levensloop en politieke carrière
Van der Werf-Terpstra was afkomstig uit een Fries rooms-katholiek gezin. Haar vader was slager in Harlingen. Ze volgde een opleiding tot lerares. Ze was kringvoorzitter van de KVP en van het CDA in Gelderland. In 1963 was zij de eerste getrouwde vrouw op de KVP-kandidatenlijst voor de Tweede Kamer, waarvan zij later enkele maanden (van 1 december 1966 tot 22 februari 1967) deel uitmaakte. Van 20 september 1977 tot 23 juni 1987 was zij lid van de Eerste Kamer voor het CDA; daar was ze woordvoerster volksgezondheid en welzijn en Europese aangelegenheden.

## Onderscheiding
Op 29 april 1988 werd ze benoemd tot ridder in de Orde van de Nederlandse Leeuw.

## Privéleven
Ans van der Werf-Terpstra was gehuwd met Gerardus Mebius van der Werf en had drie dochters. Ze was een oudtante van het CDA Tweede Kamerlid Marieke van der Werf.
- Biografisch Portaal: 39834385
- Parlement.com: vg09lle0guth